# Дрожь земли: Холодный день в аду
«Дрожь земли: Холодный день в аду» (англ. Tremors: A Cold Day in Hell, также известный как «Дрожь земли 6») — американский direct-to-video фантастический фильм о монстрах режиссёра Дона Майкла Пола. Шестой фильм франшизы. Премьера состоялась 1 мая 2018. Фильм был выпущен на DVD и Blu-ray, а также на Netflix 1 мая 2018 года.
Дрожь земли: Холодный день в аду получил в основном негативные отзывы от критиков и зрителей и провалился в продажах, собрав лишь 1,4 миллионов долларов, при бюджете в 4 миллиона.

## Сюжет
На канадской территории Нунавут группа молодых исследователей, собирающих образцы ледяных кернов ледников, убита грабоидом. После того, как Берт Гаммер и его сын Трэвис Велкер отмахнулись от налогового агента, доктор Рита Симс и молодая охотница на грабоидов Валери Макки просят провести расследование. Их самолёт атакует ассбластер, но Берт и Трэвис добираются до объекта. Они узнают, что арктическая жара сделала этот район идеальным для грабоидов. Берт подозревает, что их соседи-исследователи из DARPA разрабатывают биологическое оружие из грабоидов. Когда ассбластер атакует объект, Берт спасает исследователя, но переживает эпизод и теряет сознание. Он узнает, что заразился паразитом, основанным на яде грабоидов, когда он был внутри год назад, и что им нужно извлечь антитела из живого, чтобы спасти его.
Поскольку грабоиды продолжают убивать исследователей и персонал, несколько членов группы пытаются пробраться из лаборатории в зону генератора, где пилот Мак ремонтирует самолёт, а управляющий предприятием Свакхамер создал импровизированный подземный электрический забор. Другие направляются к башне связи и отключают дрель, которая автоматически активируется. Когда его собственная исследовательская группа подверглась нападению, агент Каттс из DARPA присоединяется к группе Берта, показывая, что его команда больше интересовалась извлечением талой воды, а не созданием биологического оружия. Он соглашается с условиями Берта и Трэвиса о том, что правительство снимает налоговые обязательства с их места в Perfection и освобождает их от уплаты налогов на недвижимость впредь. В конце концов группа использует контейнер для хранения, чтобы поймать одного из грабоидов, протыкая его сбоку, чтобы удержать на месте, и отрезая передние щупальца. Трэвис проникает в рот грабоида шприцем и вытягивает яд из его внутреннего мешка с железами, который затем используется для спасения Берта. Каттс дает Гаммерам документы, освобождающие их от налогов, затем они взрывают последнего грабоида, прежде чем у Каттса появляются какие-либо идеи о том, чтобы действительно использовать его в качестве биологического оружия.

## В ролях
| Актёр          | Роль          |
| -------------- | ------------- |
| Майкл Гросс    | Берт Граммер  |
| Джейми Кеннеди | Тревис Уэлкер |
| Джимми Ли Мани | Валери МакКи  |
| Кристи Перусо  | геолог Варгас |
| Джессика Энсти | доктор        |

## Производство
20 сентября 2016 года Майкл Гросс объявил в Facebook, что фильм находится в разработке. Съёмки начались в конце января 2017 года.
Первоначально в качестве места съёмок рассматривались горы Болгарии, но после того, как страна пережила одну из своих самых сильных метелей, команда решила вернуться в ЮАР, где был снят пятый фильм. Начальная сцена была снята в пустыне, снег был создан с помощью фильтров и методов обработки видео. Хорошая погода была объяснена изменением климата, вызывающим необычное тепло в Арктике.

## Критика
Дрожь земли 6 получил в основном негативные отзывы. Тим Янсон из The SciFi Movie Page дал фильму две звезды из пяти, заявив: «Хотя ни один из сиквелов „Дрожи земли“ никогда не мог сравниться с оригиналом, Холодный день в аду определённо можно пропустить. Этот вызывающий сон, скучный праздник не может быть спасен даже чрезмерным высокомерием и капризностью Берта».
Гэвин Аль-Асиф для Houston Chronicle назвал фильм «настолько плохим, что его почти невозможно смотреть» и сказал, казалось, что это было «сделано людьми, которые абсолютно ненавидят серию и хотят как можно больше оскорбить фанатов». Напротив, Фред Топел из Bloody Disgusting дал фильму более положительную оценку 3,5 из 5, отметив, что эта арктическая обстановка была «… забавной сменой обстановки без ущерба для атак монстров». Он также похвалил актёрский состав, особенно Гросс и Мани.